# Giovanni Battista Ercolani
Giovanni Battista Ercolani (Bologna, 26 dicembre 1817 – Bologna, 16 novembre 1883) è stato un medico, veterinario e politico italiano.
Fu autore di numerose pubblicazioni in campo veterinario e protagonista dello sviluppo scientifico della materia in quel periodo.

## Biografia
Nel 1846 divenne assistente nello stabilimento di veterinaria pratica a Bologna. Seguace di Mazzini, nel 1849 fu membro dell'Assemblea della Repubblica Romana, dopo aver partecipato ai moti, e fu nominato Segretario del Consiglio di Sanità. Divenne quindi direttore della Scuola di veterinaria di Torino. Nel 1852 fondò il Giornale di Medicina Veterinaria, la prima pubblicazione italiana nel suo genere. Quando ritornò a Bologna, divenne direttore dello Stabilimento di Clinica Veterinaria e del Museo di Anatomia patologica comparata, professore di zooiatria e preside della facoltà di medicina.
Divenne deputato del parlamento italiano e autore di varie riforme degli studi veterinari e della figura di medico veterinario a livello professionale.
In parlamento sedette tra i ministeriali di destra, seguendo particolarmente le idee del concittadino Marco Minghetti.